# Southgate, Michigan
Southgate är en stad i Wayne County i den amerikanska delstaten Michigan med en yta av 17,9 km² och en folkmängd, som uppgår till 30 136 invånare (2000).